# Victor Vreuls
Victor Jean Léonard Vreuls (Verviers, 4 februari 1876 - Sint-Joost-ten-Node, 26 juli of 27 juli 1944) was een Belgische componist en dirigent. 

## Loopbaan
Hij was zoon van Jeanne Marie Sauvage en blikslager/tinnegieter etc. Pierre Louis Victor Vreuls. Victor Vreuls werd zes jaar na zijn jonggestorven stadgenoot Guillaume Lekeu in Verviers geboren. Hij begon zijn studies aan het Conservatorium van zijn geboortestad en zette die voort aan het Koninklijk Conservatorium Luik. Zijn docenten waren onder anderen Jean-Théodore Radoux (contrapunt en fuga) en Sylvain Dupuis (harmonieleer). Hij trok daarna naar Parijs om les te nemen bij Vincent d'Indy. Die benoemde hem in 1901 tot leraar harmonieleer aan de Schola Cantorum de Paris, het instituut van D'Indy, Alexandre Guilmant en Charles Bordes dat zich in het bijzonder bezighield met de studie van oude muziek. In 1904 richtten Vreuls en Bordes de in oude muziek gespecialiseerde concertorganisatie 'Camera' op. In datzelfde jaar werd aan Vreuls de 'Prix Eugène Ysaÿe' uitgereikt voor zijn symfonie voor viool en orkest.
In 1906 werd hij aangesteld als de eerste directeur van het nieuw opgerichte Conservatoire de Musique de la Ville de Luxembourg. Daarnaast kwam zijn internationale dirigentencarrière op gang. In 1925 werd hij opgenomen in de Académie royale des sciences, des lettres et des beaux-arts de Belgique. Door gezondheidsproblemen moest hij in 1926 de functie in Luxemburg opgeven. 
In 1932 werd Vreuls door koning Albert I van België benoemd tot Commandeur in de Leopoldsorde.

## Werk
Afgezien van enkele kamermuziekwerken wordt Vreuls' muziek zelden uitgevoerd. Zijn stijl staat onder invloed van Vincent d'Indy en diens leermeester César Franck en is verwant aan die van Guillaume Lekeu. In zijn orkestraties klinkt invloed van Richard Wagner door. Met de muziek van Claude Debussy, die een nieuwe richting wees toen Vreuls in de Parijse muziekwereld verkeerde, had hij geen affiniteit.

## Werklijst
- Symfonisch gedicht Jour de fête
- Adagio voor strijkinstrumenten
- Poème opus 3 voor cello en orkest (1900), versie voor cello of altviool met piano (1904))
- Deuxième Poème voor cello en orkest (1931)
- Tryptique voor zangstem en orkest
- Symfonie voor orkest met vioolsolo
- Pianokwartet
- Pianotrio opus 1 in d-mineur (1920), opgedragen aan Armand Parent
- Sonate nr. 1 in B-majeur voor viool en piano (1900), opgedragen aan Eugène Ysaÿe
- Sonate nr. 2 in G-majeur voor viool en piano (1922-1923), opgedragen aan Mathieu Crickboom
- En Ardenne voor viool en piano
- Au bord de l'Amblève
- Gerbe ardennaise
- Sonate voor cello en piano
- Opera Olivier le Simple (1922)
- Opera Un songe d'une nuit d'été (1925)
- Ballet Le loup-garou  (1937)
- Liederen, waaronder J'ai reposé mon âme (1903)
- Pianomuziek

## Beknopte discografie
- Sonates voor viool en piano nr. 1 en 2. Diane Anderson (piano), Eliot Lawson (viool). Cypres CYP4633
- Pianotrio op. 1. I Giocatori Pianotrio. In Flanders' Fields 80, Phaedra 5 412327 920803

- Bibliothèque nationale de France: cb139588051 (data)
- Gemeinsame Normdatei: 1030012768
- International Standard Name Identifier: 0000 0000 8000 444X
- Library of Congress Control Number: nr89002710
- MusicBrainz: 582a2ff0-f4cb-4446-a9b9-03e5d675efbd
- Nederlandse Thesaurus van Auteursnamen: 167626167
- Istituto Centrale per il Catalogo Unico: DDSV154630
- Virtual International Authority File: 66313365
- WorldCat: E39PBJx4jHjpmPVhxHYTqVD6rq